# Volleyball Club Bitterfeld-Wolfen
Il Volleyball Club Bitterfeld-Wolfen è una società pallavolistica maschile tedesca, con sede a Bitterfeld-Wolfen: milita nel campionato tedesco di 1. Bundesliga.

## Storia
Il Volleyball-Verein 76 - Wolfen viene fondato nel 1991, prendendo parte alle categorie regionali del campionato tedesco. Nel 2009, due anni dopo la fusione tra comuni che ha dato vita alla città di Bitterfeld-Wolfen, il club si fonde col il Chemie Bitterfeld, adottando la nuova denominazione Volleyball Club Bitterfeld-Wolfen. Nel 2012 raggiunge la 2. Bundesliga e vi milita per oltre un decennio, finché nel 2023 ottiene la licenza per partecipare alla 1. Bundesliga.

## Rosa 2024-2025
| N° | Nome               | Ruolo | Data di nascita  | Nazionalità sportiva |
| -- | ------------------ | ----- | ---------------- | -------------------- |
| 1  | Michael Haßmann    | L     | 9 marzo 1992     | Germania             |
| 3  | Benedikt Gerken    | P     | 4 febbraio 2001  | Germania             |
| 5  | Luca Brirup        | C     | 17 febbraio 2000 | Germania             |
| 7  | Franz Hüther       | C     | 1º maggio 2002   | Germania             |
| 9  | Matthew Aubrey     | O     | 18 agosto 1997   | Australia            |
| 10 | Erik Brand         | S     | 6 novembre 2004  | Germania             |
| 11 | Nick Breitenbach   | C     | 9 maggio 2005    | Germania             |
| 12 | Thomas Heptinstall | S     | 1º marzo 1999    | Australia            |
| 13 | Pascal Eichler     | O     | 18 luglio 2002   | Germania             |
| 15 | Lukas Salimi       | P     | 15 aprile 2002   | Germania             |
| 19 | Endriel Pedroso    | C     | 5 aprile 2002    | Cuba                 |
| 22 | Aaron Neumann      | S     | 16 agosto 2002   | Germania             |
| 29 | Lukas Pockrandt    | S     | 15 marzo 2000    | Germania             |

## Denominazioni precedenti
- 1999-2009: Volleyball-Verein 76 - Wolfen